# Undoing Gender
Undoing Gender ist ein von dem Soziologen Stefan Hirschauer eingeführtes Konzept, das dieser als Gegenbegriff zu Doing Gender entwickelt hat. Hirschauer geht es darum, dass die sozial zugewiesene und dann durch lebenslanges Handeln verinnerlichte Geschlechterrolle durch „praktizierte Geschlechtsindifferenz“ wieder außer Kraft zu setzen sei. Damit setzt er sich in Gegensatz zum „Doing Gender“-Konzept, für das die Geschlechtsdarstellung unvermeidlich ist („doing gender is unavoidable“).

## Doing Gender
Ausgangspunkt der Überlegungen ist der Ethnomethodologie genannte Ansatz des Soziologen Harold Garfinkel. Diesem Ansatz zufolge ist eine Geschlechtsrolle und Geschlechtsidentität nicht von der Natur vorgegebenes, sondern in jahrelanger Einübung, durch meist nicht bewusst eingesetzte, sondern zur zweiten Natur gewordene Bewegungs- und Handlungsmuster, als Prozess, gemacht. Das (soziale) Geschlecht, im Unterschied zu den überwiegend körperlichen Geschlechtsmerkmalen (sex) Gender genannt, wird also in körperlich verankerten Routinen, durch Handlungen (doing), erst gemacht. Der ethnomethodologische Ansatz von Garfinkel wurde dann durch Candace West und Don H. Zimmerman zu ihrer Theorie des „Doing Gender“ weiterentwickelt (eine verwandte, vor allem mit Judith Butler verbundener These ist diejenige der Performativität des Geschlechts). Das Geschlecht wird also erst in „situativen Akten“ vom Individuum selbst aufgebaut. Der Aufbau einer Geschlechtsrolle ist der Theorie zufolge eine individuelle Handlung. Diese ist allerdings sozial organisiert. Die Geschlechtszugehörigkeit ist keine Rolle, die eine Person übernehmen und bei Bedarf wechseln oder wieder ablegen könnte, dazu ist sie zu tief im Gedächtnis, auch im Körpergedächtnis, verankert. Durch körperliche Routinen funktioniert sie im Allgemeinen von selbst, ohne bewusstes Nachdenken. Die Annahme einer Geschlechtszugehörigkeit ist auch keine Rollenzuweisung, der ein individueller Mensch sich entziehen könnte. Sie ist tief in kulturellen Traditionen verankert und wird daher von der Umwelt eingefordert. Diese „Institutionalisierung“ beginnt mit sprachlichen Codes wie dem grammatikalischen Geschlecht (das eine Rede und Anrede als „er“ oder „sie“ erzwingt) und setzt sich fort in den Geschlechtsstereotypen der Kleidung, der Mode und der Konventionen des gesellschaftlichen Miteinanders (z. B. Freundschaften und Cliquen und ihre Bindungsrituale, oder die Regeln der Höflichkeit). Die Geschlechtsdifferenz wird so kulturell reproduziert.
Alle Elemente dieser Theorie betrachtet Hirschauer als im Kern zutreffende Beschreibung, die er nicht in Frage stellen will.

## Undoing Gender
Nach der Doing-Gender-Theorie von West und Zimmerman ist das Handeln in einer Geschlechterrolle allerdings die einzige sozial adäquate Handlungsmöglichkeit innerhalb einer bestimmten Kultur. Durch die Verankerung im Unbewussten und im Körperlichen sei es auch unmöglich, seine Geschlechterrolle, in einer bewussten Entscheidung, abzulegen. Ein Verweigern sei ebenso unmöglich, da die Rolle von den Mitmenschen und ihren Erwartungen immer vorausgesetzt und eingefordert werde; sie sei daher unvermeidlich. Diese letzte Folgerung wird nun von Hirschauer bestritten. Für ihn ergeben sich individuelle Handlungsmöglichkeiten daraus, dass es möglich sei, dieses, durch Tun erst erzeugte, Geschlecht, zumindest in bestimmten Zusammenhängen, wieder zu unterlassen. Es sei eben möglich, nicht nur Geschlecht, sondern auch Geschlechtsindifferenz zu praktizieren und das Geschlecht so zu neutralisieren. Dies werde dadurch ermöglicht, dass unsere Gesellschaft zwar von der Geschlechtsunterscheidung tief durchdrungen sei, aber eben nicht völlig von ihr geprägt. Das Geschlecht könne langweilig, nichtssagend, nebensächlich und uninteressant werden und so für das praktische Handeln nach und nach seine Relevanz verlieren. Wir könnten die Geschlechtszuschreibung nicht etwa demonstrativ verweigern (was immer eine Provokation wäre und gesellschaftlich sanktioniert würde), sondern sie schlicht uninteressant machen, sie quasi sozial wieder vergessen.
Dieses „Übersehen“ der Geschlechtsrolle bedeutet nicht, dass die Geschlechtsidentität von den Mitmenschen etwa nicht mehr wahrgenommen würde. Diese ist, als Hintergrunderwartung, immer präsent. Sie ist dann aber schlicht als soziale Ordnungskategorie nicht mehr relevant.
Hirschauer zufolge müsse es dann aber, zumindest langfristig, möglich sein, das erlernte soziale Geschlecht tatsächlich wieder sozial zu verlernen und zu vergessen. Wenn die Geschlechtszugehörigkeit in sozialen Interaktionen weniger und weniger adressiert wird, verschwindet sie zwar nicht gleich als grundlegendes Konzept, wird aber immer unwichtiger, bis in bestimmten Situationen, zum Beispiel in der Arbeitswelt, völlig von ihr abgesehen werden könne. Im Gegensatz dazu führe ein Einbau der Geschlechtsdifferenzen in Interaktionsstrukturen eben zu ihrer Verstetigung.
Es ist zudem möglich, dass gerade Institutionen, welche die Hervorbringung des Geschlechts anreizen, auch dessen Neutralisierung anleiten können. Beispiele wären staatliche Institutionen, die Menschen mit verschiedenen Geschlechtsrollen nicht unterschiedlich behandeln, wie zum Beispiel beim Wahlrecht. Es kommt aber genauso auf die Wechselwirkungen an: Die unterschiedliche Rolle der Geschlechter auf dem Arbeitsmarkt ist auch auf soziale Regeln wie Paarbildungsregeln und die Arbeitsteilung in Partnerschaften zurückzuführen. Ein sozialer Wandel im privaten Bereich kann somit einen Wandel im öffentlichen Arbeitsmarkt nach sich ziehen.

## Judith Butler
Undoing Gender (deutsch Die Macht der Geschlechternormen und die Grenzen des Menschlichen) ist zudem der Titel eines 2004 erschienenen Buchs von Judith Butler. Unter anderem  auch am Schicksal David Reimers legt Butler darin ihren Begriff der Performativität an konkreten Beispielen dar.